# Јошихиро Тогаши
Јошихиро Тогаши (јап. 冨樫 義博, Togashi Yoshihiro; Шинџо, 27. април 1966) је јапански мангака. Познат је по мангама као што су Hunter x Hunter, Yu Yu Hakusho и Level E. Сматра се једним од најутицајнијих мангака у историји. Ожењен је Наоком Такеучи, ауторком чувене манге Месечева ратница.

## Биографија
Јошихиро Тогаши се родио у малом граду Шинџо, Јамагата префектура. Његова породица се бавила производњом папира, и њихова породична радња је до дана данашњег отворена. Јошихиро је почео да црта манге као хоби између првог и другог разреда основне школе, али заправо није уопште планирао да постани професионални манга уметник, већ учитељ, па је зато уписао Учитељски факултет на Јамагата универзитету. Међутим, његов таленат се истицао и за време студирања. Предао је неколико радова магазиму Weekly Shōnen Jump, па је чак и 1986. освојио Тезука награду, најпрестижнију награду за младе манга уметнике, за мангу Buttobi Straight. Међутим, озбиљно је почео да црта манге тек након студирања. Покушао је да предаје у оквиру праксе, али се уверио да је ипак превише повучена особа за такав посао и посветио се писању манги. Године 1999. се оженио са Наоком Такеучи, две године након што су се упопзнали преко заједничких пријатеља у манга индустрији.

## Каријера

### Рано стваралаштво
По завршетку факултета неколико поглавља његове збирке кратких прича Ōkami Nante Kowakunai!! (прим. прев. Не плашим се вука) се објављује у Weekly Shōnen Jump−у, и 1989. се издаје један том тих поглавља. Тогаши исте године почиње да ради и на Ten de Shōwaru Cupid (прим. прев. Скроз злоћаст Купидон). 

### 
Његов први велики хит је био Yu Yu Hakusho, који је почео да се издаје 1990. године. Yu Yu Hakusho се изродио из Тогашијеве фасцинације хорор филмовима и окултизмом. Ради се о младом Јусукеу Урамешију, који је наизглед типични јапански хулиган из тог периода. Међутим, он поседује и истинске јуначке квалитете, укључујући златно срце, које добија тек након његове неочекиване смрти, када се бори за поновно право на живот. Међутим, заузврат мора да постане „духовни детектив” и да припомогне у одржавању баланса између духовног и нашег света. Издавање у часопису је трајало четири године, а изашло је укупно 176 поглавља, која су напослетку сачинила 19 томова. Једна је од најпродаванијих манги у историји, са 78 милиона продатих томова. Крај приче је био врло контраверзан, а и сам Тогаши је признао да није био задовољан.
Тогаши је 1995., годину дана по завршетку издавања Yu Yu Hakusho, почео да ради на краћој манги Level E. Манга комбинује жанрове научне фантастике и комедије. Радња прати принца Баку (бака на јапанском значи „идиот”), ванземаљског принца који је побегао на Земљу. 
Међутим, манга која га је највише прославила, а уједно и манга коју и даље пише, је Hunter x Hunter, коју је почео да пише 1998. године. Hunter x Hunter се ради о младићу Гону, који жели да постане „ловац” као свој отац, који га је оставио још кад је био беба, како би јурио сопствени сан да постане „ловац”. Ловац у овом фантастичном свету има много шире значење, укључујући ловце на благо, ловце на магична створења, итд. Гон жели да лови само једну ствар - свог оца, и по томе је овај серијал добио своје наслов, који се преводи на српски као Ловац на ловца. Продаја Hunter x Hunter је надмашила чак и Yu Yu Hakusho, и износи 84 милиона продатих томова.
Многи његови радови су направљени у аниме серијале. Hunter x Hunter је чак направљен у  два. Један је из 1998. године, а други из 2011.
Иако се Hunter x Hunter и даље издаје, Тогаши због здравствених проблема често прави дуге паузе. Тогаши првенствено има проблем са доњим леђима, и недавно је изјавио да готово да не може да црта седећи због болова, па мора да црта лежећи. Због поменутих проблема неизвесно је да ли ће Hunter x Hunter уопште имати званичан крај.  
Његова жена, Наоко Такеучи, му је у почетку помагала са цртањем Hunter x Hunter, чак и пре него што су се узели, али њена улога се углавном сводила на додавање детаља, пошто Јошихиро Тогаши инсистира да црта већину својих манги сам. Пар је заједно написао књигу за децу Oobo— Nu— Tochiibo— Nu— (јап. おおぼーぬーとちぃぼーぬー). Јошихиро Тогаши је цртао, док се његова жена бавила израдом фабуле.  